# Régis Wargnier

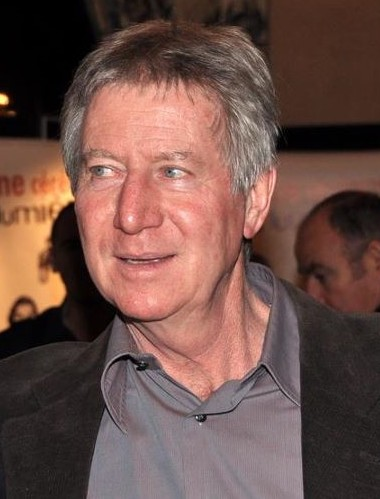
Régis Wargnier (2012)

Régis Wargnier (* 18. April 1948 in Paris) ist ein französischer Filmregisseur, Drehbuchautor und Filmproduzent.

## Leben
Régis Wargnier begann seine Karriere im Kino 1972 als Regieassistent an dem Drama Die unbekannte Schöne von Michel Deville. In selbiger Position war er an Patrice Lecontes Viens chez moi, j'habite chez une copine (1981) und Francis Girods Die Bankiersfrau (1980), Der große Bruder (1982) und Le bon Plaisir – Eine politische Liebesaffäre (1984) beteiligt. Seinen ersten eigenen Film, Die Frau meines Lebens, realisierte er im Jahr 1986. Das Drama erzählt die Geschichte eines bekannten Konzertviolinisten (gespielt von Christophe Malavoy), der dem Alkohol verfällt und brachte Wargnier 1987 den César für das beste Erstlingswerk ein. 
Für seinen nächsten Spielfilm Das Schloß gehört mir (1989) nach dem Roman I am the KIng of the Castle der englischen Autorin Susan Hill gewann er Jean Rochefort und Dominique Blanc, die schon in Wargniers Regiedebüt eine Nebenrolle bekleidet hatte. Blanc mimt die allein erziehende Mutter Madame Vernet, die von dem Schlossbesitzer und Witwer Monsieur Bréaud (Rochefort) engagiert wird in den Ferien auf dessen Sohn aufzupassen. Dieser empfindet die Neuankömmlinge jedoch als Eindringlinge.
Der große Erfolg stellte sich für Régis Wargnier in den 1990er Jahren ein, in denen er sich einen Namen mit großangelegten Historienepen machte. Der Film Indochine (1992) mit Catherine Deneuve, Vincent Perez, Linh Dan Pham und Dominique Blanc wurde von der internationalen Kritik als französisches Pendant zu Victor Flemings Vom Winde verweht (1939) verstanden und gewann 1993 den Oscar als beste fremdsprachige Filmproduktion des Jahres und fünf Césars. Spielte Indochine noch vor dem Hintergrund des französischen Imperialismus in Südostasien, stellte Wargnier in Est-Ouest – Eine Liebe in Russland eine Gruppe russischer Immigranten in den Mittelpunkt, deren Rückkehr ins stalinistische Russland sich als fatale Entscheidung erweist. Der Film mit Sandrine Bonnaire und Catherine Deneuve wurde im Jahr 2000 für den Oscar als bester fremdsprachiger Film nominiert, unterlag aber Pedro Almodóvars Alles über meine Mutter. Daraufhin folgte 2005 Wargniers erste englischsprachige Produktion Man to Man mit Joseph Fiennes und Kristin Scott Thomas. Ähnlich konzipiert wie die beiden vorangegangenen Großproduktionen, eröffnete der Film 2005 die Filmfestspiele von Berlin, erwies sich aber als künstlerischer und finanzieller Missgriff. 
2007 meldet sich der französische Regisseur, der unter anderem auch Sportdokumentationen (Coeurs d'Athlètes mit Haile Gebrselassie, 2002) inszenierte, mit Pars vite et reviens tard zurück auf die Kinoleinwand. Der Thriller ist die gleichnamige Verfilmung von Fred Vargas’ preisgekröntem Kriminalroman Fliehe weit und schnell, für die er unter anderem so bekannte Schauspieler wie José Garcia, Marie Gillain, Lucas Belvaux, Michel Serrault, Charlotte Gainsbourg und Linh Dan Pham gewinnen konnte. Als Schauspieler absolvierte Wargnier Gastauftritte in Die unbekannte Schöne (1972) und Souvenirs souvenirs (1984). Seit 2007 ist Wargnier als Nachfolger von Henri Verneuil Mitglied der Académie des Beaux-Arts.

## Filmografie

### Regieassistenz
- 1973: Die unbekannte Schöne (La femme en bleu)
- 1978: Meine erste Liebe (Mon premier amour)
- 1979: L’École est finie
- 1980: Die Bankiersfrau (La Banquière)
- 1981: Viens chez moi, j'habite chez une copine
- 1982: Le Grand Patron
- 1982: Der große Bruder (Le Grand Frère)
- 1984: Le bon Plaisir – Eine politische Liebesaffäre (Le bon plaisir)
- 1984: Souvenirs, souvenirs

### Regie
- 1986: Die Frau meines Lebens (La femme de ma vie)
- 1988: Sueurs froides (Fernsehserie)
- 1989: Das Schloß gehört mir (Je suis le seigneur du château)
- 1992: Indochine
- 1995: Eine französische Frau
- 1995: Lumière et Compagnie
- 1999: Est-Ouest – Eine Liebe in Russland (Est-Ouest)
- 2003: Cœurs d'Athlètes
- 2005: Man to Man
- 2007: Fred Vargas – Fliehe weit und schnell Alternativ: Saat des Todes (Pars vite et reviens tard)
- 2014: Das Tor